# Formigueiro-de-asa-pintada
Formigueiro-d'asa-ponteada ou formigueiro-de-asa-pintada (nome científico: Myrmelastes leucostigma) é uma espécie de ave pertencente à família dos tamnofilídeos. Ocorre no Brasil, e alguns outros países amazônicos. Seu nome popular em língua inglesa é "Spot-winged antbird".